# Hans Säckel
Hans Säckel (geboren am 29. Dezember 1920 in Reichenbach; gestorben am 17. Juli 2009) war ein deutscher Fußballtrainer.
Er trainierte von 1967 bis 1972 die Mannschaft von Vorwärts Stralsund. In dieser Zeit schaffte er mit dem Stralsunder Verein den Aufstieg in die höchste Spielklasse der DDR, die Oberliga, und betreute das Team in der Saison 1971/1972. Anschließend trainierte er die Mannschaften von Motor Eisenach (1976 bis 1977 und 1980 bis 1983) Post Neubrandenburg (1978 bis 1979) und Aktivist Brieske-Senftenberg (1984 bis 1985).